# Sportsdirektør (cykling)
 For alternative betydninger, se Sportsdirektør. (Se også artikler, som begynder med Sportsdirektør)
Sportsdirektør eller directeur sportif er den person der styrer et landevejscykelhold før, under og efter løbene. Under løbene sidder denne oftest i en følgebil, hvorfra denne udsteder taktikker og taler med rytterne. UCI kræver at ethvert hold har en chefsportsdirektør, for at kunne deltage i internationale løb.
Mange sportsdirektører forbindes med ryttere de har "opfostret", herunder Cyrille Guimard med Bernard Hinault og Laurent Fignon; Bjarne Riis med Ivan Basso, og Andy Schleck; Patrick Lefevere med Tom Boonen og Johan Museeuw, samt Johan Bruyneel med Lance Armstrong. 